# Iglesia Evangélica de los Hermanos Checos
La Iglesia Evangélica de los Hermanos Checos (en checo: Českobratrská církev evangelická, ČCE) es la iglesia protestante checa más grande y la segunda iglesia más grande de la República Checa después de la Iglesia católica. Se fundó en Checoslovaquia en 1918 mediante la unificación de las iglesias protestantes de las confesiones luterana y calvinista.
En 2019, la iglesia informó tener 69 715 miembros bautizados en más de 260 congregaciones locales, que se dividen en 14 senioratos (presbiterios) en toda la República Checa. Los números alcanzaron su punto máximo en 1950 con 402.000 miembros; desde el régimen comunista, los censos de la República Checa encontraron 203.996 miembros en 1991, 117.212 en 2001, y 51.936 en 2011.

## Orígenes
La Reforma bohemia comenzó ya en el siglo XV, un siglo antes de la Reforma protestante de Martín Lutero, por Jan Hus. En ese momento, la mayoría de los checos (cerca del 85%) eran protestantes; había dos iglesias protestantes: la Iglesia utraquista husita (1431-1620) y la Hermanos Unidos (1457-1620). (Esta última fue parcialmente renovada en la década de 1720 fuera del territorio checo como la Iglesia Morava). Sin embargo, las iglesias no católicas fueron prohibidas en 1620 cuando la revuelta de Bohemia fue derrotada de manera decisiva y los gobernantes victoriosos de los Habsburgo impusieron duras medidas de Contrarreforma a la Corona de Bohemia. Esta prohibición se mitigó en 1781 mediante la emisión de la Patente de Tolerancia que permitió las iglesias luterana y calvinista en la monarquía de los Habsburgo (sin embargo, la igualdad total con la fe católica y la igualdad ante la ley para los protestantes solo se obtuvieron hasta 1867, cuando se creó Austria-Hungría). Sin embargo, otras iglesias menores aún estaban prohibidas hasta la fundación de Checoslovaquia en 1918.
La ČCE fue fundada en 1918 por la unificación de todas las iglesias luteranas y calvinistas en Bohemia, Moravia y Silesia con la intención de ser un sucesor de los Hermanos Unidos (y la Reforma bohemia en general).
La ČCE es miembro del Consejo Mundial de Iglesias, la Comunión de Iglesias Protestantes de Europa, la Conferencia de Iglesias Europeas, la Federación Luterana Mundial y la Comunión Mundial de Iglesias Reformadas.